# Étang de Grande Isle
L'étang de Grande Isle (ou étang de Saint-Bihy) est un étang français, situé sur le territoire de la commune de Saint-Bihy, dans le département des Côtes-d'Armor.

## Hydrographie
D'une superficie de 8 hectares, l'étang de Grande Isle est traversé par le Gouët. Sa profondeur maximale ne dépasse pas 2 à 3 mètres.

## Pêche
Ouvert à la pêche de toute l'année, l'étang de Grande Isle est classé en seconde catégorie. Il est réputé pour les carpes (no kill), les gardons, les tanches.